# Cuba van A tot Z
·

## A
Aardbeving Cuba maart 2010 · 
Carlos Acosta ·  
Arnold Alcolea · 
Yamilé Aldama · 
Ismady Alonso · 
Almiqui .
Antillen · 
Yordanis Arencibia · 
Gustavo Arcos · 
Arowakken · 
Atlantische Oceaan · 
Autopista Nacional

## B
Baai van Havana · 
Baai van Matanzas ·
Baracoa ·
Yarelis Barrios ·
Fulgencio Batista ·
Bayamo -
Yanet Bermoy ·
Yoandri Betanzos · 
Sonia Bisset · 
Hubert de Blanck ·
Margot de Blanck ·
Olga de Blanck ·
Bolero ·
Boquerón (Guantánamo, Cuba) ·
Lázaro Borges · 
Leo Brouwer ·
Buena Vista Social Club

## C

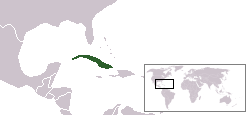
Locatie van Cuba

Caimanera · 
Camagüey (provincie) -
Camagüey (stad) -
José Raúl Capablanca · 
Caribische Zee · 
Caricom · 
Yalennis Castillo · 
Fidel Castro · 
Cayo Coco -
Cayo Largo del Sur -
Alain Cervantes ·
Carlos Manuel de Céspedes ·
Ciego de Ávila (provincie) -
Ciego de Ávila (stad) -
Cienaga de Zapata -
Camilo Cienfuegos · 
Cienfuegos (provincie) -
Cienfuegos (stad) -
Clave · 
María Colón · 
Hernán Cortés · 
Compay Segundo · 
Cruz de la Parra · 
Celia Cruz ·
Cuba · 
Cuba (eiland) · 
Cubacrisis · 
Cubaans voetbalelftal · 
Cubaanse blauwe anolis · 
Cubaanse dwergboa .
Cubaanse rotsleguaan .
Cubaanse hutia .
Cubaanse trogon .
Cubaanse muziek · 
Cubaanse Revolutie ·
Cuba libre -
Cuchillas del Toa · 
Yumileidi Cumbá

## D
Regino Delgado ·
Miguel Díaz-Canel

## E
El Yunque de Baracoa · 
Embargo van de Verenigde Staten tegen Cuba · 
Gloria Estefan

## F
Rodolfo Falcón · 
Dalixia Fernández · 
Ibrahim Ferrer · 
Ramón Fonst

## G
Maykel Galindo · 
Anier García · 
Gebandeerde waterslang · 
Geelkopdaggekko · 
Golf van Batabanó · 
Golf van Mexico · 
Rubén González · 
Grootste gemeenten van Cuba · 
Grote Antillen · Guantánamo (provincie) · 
Guantánamo (stad) · 
Guantánamo Bay · 
Guantánamobaai · 
Guantánamo · 
Guaso · 
Che Guevara

## H
Hatuey ·
Havana · 
Piet Hein · 
Adolfo Horta

## I
Isla de la Juventud -
ISO 3166-2:CU ·
Ivoorsnavelspecht

## J
Alberto Juantorena

## K
Kameleonanolis

## L
La Bayamesa · 
Tamara Larrea -
Lijst van oorlogsmonumenten in Cuba -
Lijst van rivieren in Cuba

## M
Leonel Marshall · 
José Martí · 
Marti monument · 
Ariel Martínez · 
Matanzas (provincie) · 
Matanzas (stad) · 
Osleidys Menéndez · 
Addys Mercedes · 
Merengue · 
Antonio Meucci ·
Montecristo (sigaar)

## N
Nationaal park Alejandro de Humboldt -
Nationaal park Desembarco del Granma -
Nipe-Sagua-Baracoamassief -
Nuestra Señora de la Asunción

## O
Cuba op de Olympische Spelen ·
Organisatie van Amerikaanse Staten ·
Oriente ·
Oriente (historische provincie) -
Idalys Ortíz

## P
Palacio de los Capitanes Generales · 
Patato · 
Iván Pedroso · 
Presidio Modelo · 
Pico Turquino · 
Manolo Poulot · 
Provincies van Cuba · 
Punta del Quemado · 
Leuris Pupo

## Q
Ana Fidelia Quirot

## R
Hipólito Ramos · 
Odalis Revé · 
Ridderanolis · 
Guillermo Rigondeaux · 
Rio Cauto -
Dayron Robles · 
Rueda de Casino · 
Rum · 
Rumba

## S
Salsamuziek · 
Santería -
Santiago de Cuba (provincie) -
Santiago de Cuba (stad) -
Yargelis Savigne · 
Félix Savón · 
Compay Segundo ·
Sierra del Escambray -
Sierra de los Órganos
Sierra de Purial · 
Sierra Maestra -
Sigaar · 
Sint-Nicolaaskanaal -
Son (muziek) · 
Javier Sotomayor · 
Teófilo Stevenson · 
Straat Yucatan -
Leonel Suárez · 
Suikerriet

## T
Taíno ·
Anay Tejeda · 
Tienjarige Oorlog ·  
Tiple · 
Toa ·
Trinidad en de Vallei de los Ingenios

## U
- Aliecer Urrutia

## V
Varkensbaai · 
Invasie in de Varkensbaai · 
Diego Velázquez de Cuéllar · 
Sibelis Veranes · 
Legna Verdecia · 
Vinales-vallei -
Voodoo

## W
Windward Passage · 
Winterpostelein

## Z
Zilvervloot